# Baltik
'Baltik' est un cultivar de rosier floribunda obtenu en 1984 par l'école de botanique de Dresde (Allemagne de l'Est). Ses fleurs de couleur mauve pâle-lilas sont particulièrement remarquables. Il doit son nom à la mer Baltique en allemand.

## Description
Ce rosier floribunda, qui s'élève à 50-70 cm, est remarquable par ses fleurs en forme de coupe (17-25 pétales) aux nuances lilas pâle de 3,5" de diamètre. Les feuilles au nombre de cinq sont vert tendre. Son parfum est léger. La floraison s'étale de juin à fin août. Sa zone de rusticité est de 6b à 9b. Il a besoin d'engrais et d'une taille à la fin de l'hiver. On peut l'admirer à la roseraie de Dresde.
Il est issu de 'Lavendula' x 'Silver Star' (Kordes, 1966, hybride de thé).